# Scleria purpurascens
Scleria purpurascens är en halvgräsart som beskrevs av Ernst Gottlieb von Steudel. Scleria purpurascens ingår i släktet Scleria och familjen halvgräs.

## Underarter
Arten delas in i följande underarter:
- S. p. ophirensis
- S. p. purpurascens